# Liste der kroatischen Abgeordneten zum EU-Parlament (2019–2024)
Die Liste der kroatischen Abgeordneten zum EU-Parlament (2019–2024) listet alle kroatischen Mitglieder des 9. Europäischen Parlaments nach der Europawahl in Kroatien 2019 auf.

## Aktuelle Mandatsstärke der Parteien
- S&D: 3
- RE: 1
- EVP: 4
- EKR: 1
- NI: 2

- S&D: 4
- RE: 1
- EVP: 4
- EKR: 1
- NI: 2

| Nationale Partei                          | Mandate | Fraktion                                                                               |
| ----------------------------------------- | ------- | -------------------------------------------------------------------------------------- |
| Hrvatska demokratska zajednica (HDZ)      | 4       | Fraktion der Europäischen Volkspartei (EVP)                                            |
| Socijaldemokratska partija Hrvatske (SDP) | 3+1 a   | Fraktion der Progressiven Allianz der Sozialdemokraten im Europäischen Parlament (S&D) |
| Ključ Hrvatske (KH) 000bis 2022 Živi zid  | 1       | Fraktionslose Abgeordnete (NI)                                                         |
| Parteilose Abgeordnete (Unabh.)           | 1       | Fraktionslose Abgeordnete (NI)                                                         |
| Hrvatski suverenisti (HS)                 | 1       | Europäische Konservative und Reformer (EKR)                                            |
| Istarski demokratski sabor (IDS)          | 1       | Renew Europe (RE)                                                                      |
| SUMME                                     | 11+1 a  |                                                                                        |

## Abgeordnete
| Bild | Name                | geb. | MEP seit     | Partei | Fraktion | Kommentar                                                         |
| ---- | ------------------- | ---- | ------------ | ------ | -------- | ----------------------------------------------------------------- |
|      | Biljana Borzan      | 1971 | 2. Juli 2019 | SDP    | S&D      |                                                                   |
|      | Valter Flego        | 1972 | 2. Juli 2019 | IDS    | RE       |                                                                   |
|      | Sunčana Glavak      | 1968 | 1. Dez. 2019 | HDZ    | EVP      | Nachfolgerin von Dubravka Šuica                                   |
|      | Ladislav Ilčić      | 1970 | 1. Juli 2021 | HS     | EKR      | Nachfolger von Ruža Tomašić                                       |
|      | Romana Jerković     | 1964 | 1. Feb. 2020 | SDP    | S&D      | Infolge des Brexit nachgerückt                                    |
|      | Mislav Kolakušić    | 1958 | 2. Juli 2019 | Unabh. | NI       |                                                                   |
|      | Predrag Matić       | 1962 | 2. Juli 2019 | SDP    | S&D      |                                                                   |
|      | Tonino Picula       | 1961 | 2. Juli 2019 | SDP    | S&D      |                                                                   |
|      | Karlo Ressler       | 1989 | 2. Juli 2019 | HDZ    | EVP      |                                                                   |
|      | Ivan Vilibor Sinčić | 1958 | 2. Juli 2019 | KH     | NI       |                                                                   |
|      | Tomislav Sokol      | 1982 | 2. Juli 2019 | HDZ    | EVP      |                                                                   |
|      | Dubravka Šuica      | 1957 | 2. Juli 2019 | HDZ    | EVP      | Abgeordnete bis zum 30. November 2019, Nachfolger: Sunčana Glavak |
|      | Ruža Tomašić        | 1958 | 2. Juli 2019 | HS     | EKR      | Abgeordnete bis zum 30. Juni 2021, Nachfolger: Ladislav Ilčić     |
|      | Željana Zovko       | 1970 | 2. Juli 2019 | HDZ    | EVP      |                                                                   |